# Anaphes exiguosimilis
Anaphes exiguosimilis är en stekelart som först beskrevs av Soyka 1953.  Anaphes exiguosimilis ingår i släktet Anaphes och familjen dvärgsteklar. Inga underarter finns listade i Catalogue of Life.